# Autoroute A-4 (Espagne)
Pour les articles homonymes, voir A-4.
L'Autovía del Sur A-4 appelé aussi « Autoroute d'Andalousie » est une voie rapide qui suit le tracé de la route nationale N-IV desservant les différentes grandes villes du sud de l'Espagne. Elle fait 660 km de long.
Elle double la N-IV de Madrid à Cadix et elle est elle-même doublée par l'AP-4 entre Séville à Cadix.
L'autoroute A-4 est divisée en deux sections reliées entre elles par l'autoroute AP-4 :
- de Madrid à Dos Hermanas ;
- de Jerez De La Frontera à Puerto Real (Cadix).

## Projets
Il existe un projet de conversion de la N-IV en autovia A-4 dans le dernier tronçon manquant entre  Dos Hermanas et Jerez De La Frontera.
Récemment[Quand ?] a été inauguré un nouveau tronçon de l'A-4 qui fait office de rocade pour Jerez De La Frontera car elle permet de contourner la ville par l'ouest.
Le gouvernement espagnol a lancé un ambitieux projet pour les infrastructures du pays qui s'intitule réforme des autoroutes de première génération (Reforma de la autovias de primera generacion). Ce projet consiste à reformer les voies rapides dites de première génération (construites dans les années 1980) sur certains tronçons avec la pose de nouveau revêtement, amélioration des accès à l'autovia (voies d'accélération et de décélération plus longues), amélioration des courbes sur certains tronçons (tunnel et pont). Le gouvernement prévoit de réformer l'A-4 sur 538 km entre Madrid et Séville.
Le tronçon entre Venta Cardenas et Puerto Lapice a été récemment[Quand ?] concédé par une société de concession : Autopista de la Mancha.
En 2020, l'AP-4 deviendra l'A-4 qui sera gratuite entre Séville et Cadix.

## Tracé
- l'A-4 débute au sud de Madrid (M-30) où elle prolonge la grande Avenue d'Andalousie. Elle traverse la partie sud de l'agglomération de la capitale en y desservant les grandes villes de la banlieue telles que Getafe, Pinto, Valdemoro...
- L'A-4 poursuit son chemin vers le sud où elle dessert les villes de Aranjuez et Ocaña qu'elle traverse par l'ouest et d'où elle est rejointe par la R-4 (Madrid - Ocaña) et l'AP-36 (Madrid - Levant espagnol).
- À hauteur de Madridejos, la CM-42 croise l'A-4 pour desservir Tomelloso en venant de Tolède.
- Elle poursuit son chemin vers le sud où elle croise l'A-43 (Valence - Lisbonne) vers Manzanares d'où une courte antenne autoroutière se détache pour La Solana.
- l'A-4 traverse la Sierra Morena par le défilé de Despeñaperros
- 115 km plus loin, l'A-4 arrive à Bailen où se détache l'A-44 (Madrid - Motril) et l'A-32 (Bailen - Albacete) qui est encore en construction.
- L'A-4 arrive à Cordoue par le nord qu'elle contourne par l'est. Alors qu'au sud de Cordoue se détache l'A-45, l'autoroute qui la relie à Malaga.
- 150 km plus loin, l'A-4 arrive dans l'agglomération de Séville en desservant tout d'abord l'Aéroport de Séville pour croiser ensuite la future SE-40 (Périphérique de l'agglomération de Séville) avant de se connecter à la SE-30 (Périphérique de Séville) en prolongeant l'avenue de Kansas City.
- L'A-4 se déconnecte du périphérique de Séville au sud de la ville pour laisser place quelques kilomètres plus loin à l'AP-4 au sud de Dos Hermanas.
- L'A-4 revient 66 km plus loin dans la province de Cadix au nord de Jerez de la Frontera qu'elle traverse par l'ouest en y desservant les différentes zones de la ville.
- Elle croise l'AP-4 qui la double depuis Jerez de la Frontera au nord de Puerto Real avant d'être rejointe par l'A-48 (Cadix - Algésiras) au nord de San Fernando. Elles se connectent pour laisser place à la CA-33 (Pénétrante sud de Cadix).

## Sorties

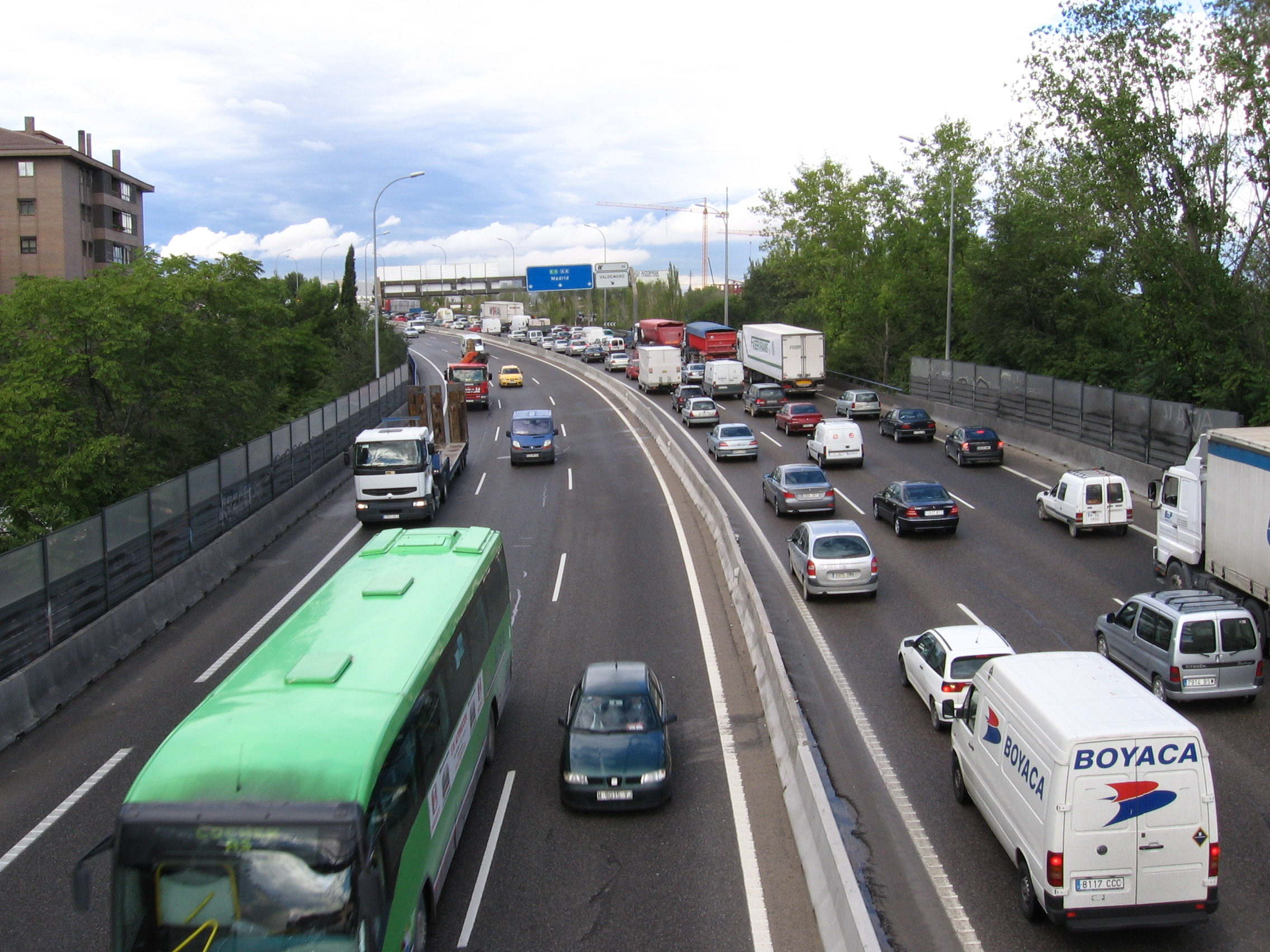
L'A-4 traversant la localité de Valdemoro.

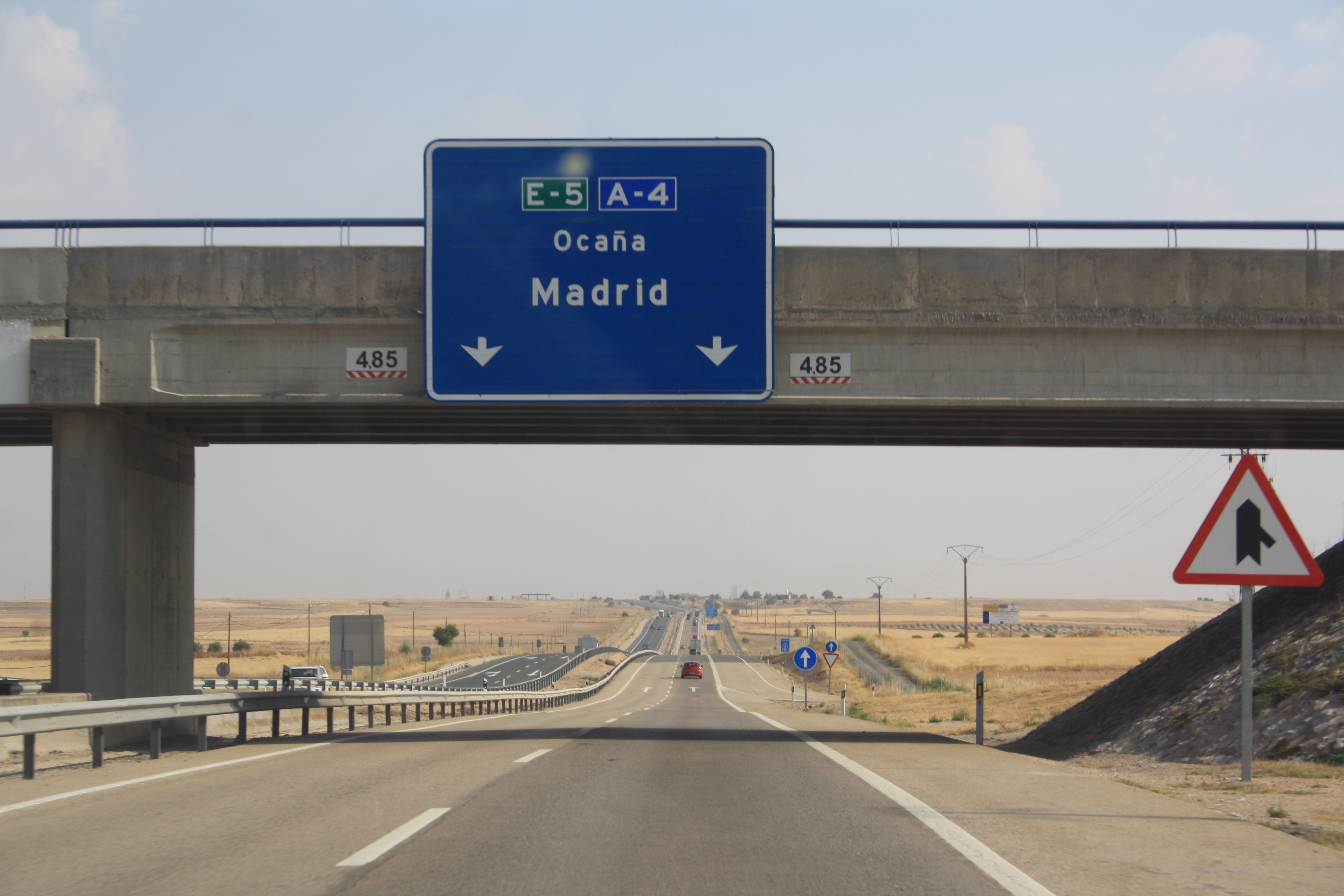
L'A-4 en Castille-la-Manche au sud de Madrid.

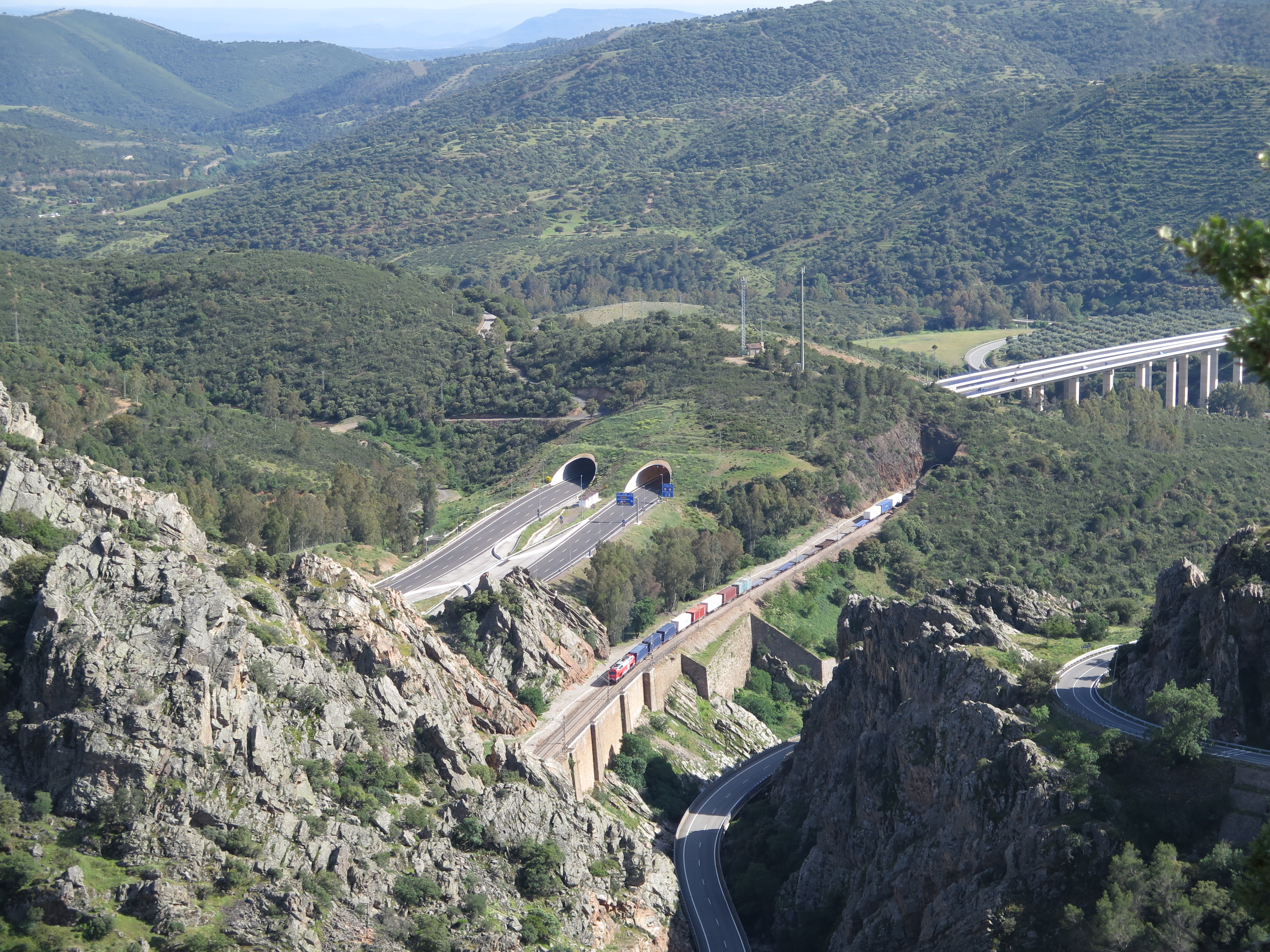
L'A-4 traverse le défilé Despeñaperros (Andalousie).

### DeMadridàSéville
- Échangeur autoroutier entre M-30 (Périphérique de Madrid), A-4 et Calle de Embajadores et Avenida de Andalucia (Madrid), début de l'A-4 au km 4.
- 6/7  Échangeur autoroutier entre A-4 et M-40
- 9/12  Échangeur autoroutier entre A-4 et  M-45  +  9 (A-4) ou 11 (M-45) (de et vers Séville et M-45) : San Martín de la Vega ( M-301 ) +  12 (de et vers Séville) : Madrid-Avenida de Andalucia
- 12B (sorties seulement depuis les deux sens) : zones d'activités
- 13 : Getafe ( M-406 )
- 13/16 : zones d'activités,  Aire de service Voies de services (dans les deux sens)
- Échangeur autoroutier entre A-4 et M-50
- 17/18 : Zone industrielle de Las Arenas de Pinto
- 20 : Pinto - San Martín de la Vega ( M-841 ),  Aire de service
- 22  Échangeur autoroutier entre A-4 et  M-506  : Fuenlabrada - Pinto Sud - San Martín de la Vega - Mostoles
- 23 : zones d'activités
- 24/25 : zones d'activités
- 26 : Valdemoro
- 27 : Valdemoro-sud,  Aire de service Voies de services (dans les deux sens)
- 29 : Ciempozuelos, Navalcarnero ( M-404 )
- 30 à 34 :  Aire de service Voies de services (dans les deux sens)
- Passage de la Communauté de Madrid à la Castille-La Manche
- 36 : Seseña
- 37/39 : Aranjuez ( M-305 ) - Ciempozuelos ( M-307 ),  Aire de service Voies de services (dans les deux sens)
- 44 : Tolède ( CM-4001 ) - Madrid (R-4)
- Pont sur le Tage, passage de la Castille-La Manche à la Communauté de Madrid
- 47 : Aranjuez-centre ( M-416 ) - Madrid, Cordoue (R-4) -  Aire de service
- Passage de la Communauté de Madrid à la Castille-La Manche
- 52 : Tolède ( N-400 ) - Aranjuez ( N-IV )
- 52 à 59 :  Aire de service Voies de services (dans les deux sens), Ontigola
- 61 : Ocaña - Cabañas de Yepes ( CM-4051 )
- 62/69  Échangeur autoroutier entre A-4 et A-40 : Cuenca - Tarancón - Albacete - La Roda
- 65  Échangeur autoroutier entre A-4, R-4 (Madrid) et AP-36 (Albacete, Alicante et Murcie)
- 70 : Dosbarrios - Noblejas ( TO-2657 )
- 72 : Dosbarrios (de et vers Séville),  Aire de service de Dosbarrios (dans les deux sens)
- 74
- 79 :  Aire de repos de La Guardia (dans les deux sens)
- 81 :  Aire de service
- 81/83/85 : La Guardia - Huerta de Valdecarábanos ( CM-4006 ) - Lillo ( CM-3005 ),  Aire de service de La Guardia-sud (sens Séville-Madrid)
- 87 et  89
- 92/93 : Tembleque - Mora ( CM-410 ) - El Romeral ( CM-3000 )
- 93/94 : Tembleque - Corral de Almaguer - Villacañas ( CM-410 )
- 98 : Turleque ( CM-4056 ),  Aire de service de Turleque (dans les deux sens)
- 102
- 106 :  Aire de service
- 112 :  Aire de service
- 115 (sens Madrid-Séville) : Madridejos-nord
- 118 : Madridejos - Villacañas ( CM-3113 )
- 119 : Madridejos - Camuñas - Villafranca de los Caballeros ( CM-400 )
- 121  Échangeur autoroutier entre A-4 et CM-42 : Tolède ou Tomelloso - Alcázar de San Juan
- 123,  126 et  128
- 132 :  Aire de service
- 134 (sens Madrid-Séville) : Puerto Lápice-nord
- 135 : Puerto Lápice-nord - Herencia - Cuenca - Alcázar de San Juan ( CM-420 )
- 136 : Puerto Lápice-sud - Ciudad Real - Daimiel ( CM-420 )
- 140 :  Aire de service
- Aire de repos Villarta de San Juan (dans les deux sens)
- 144 : Villarta de San Juan ( CR-3105 ) - Herencia ( CR-1342 )
- 147 : Villarta de San Juan Sud - Argamasilla de Alba ( CM-3113 ) - Arenas de San Juan ( CM-4126 )
- 149 (de et vers Séville) : Villarta de San Juan
- Aire de service Herencia (sens Madrid-Séville)
- 155
- 159 (sens Séville-Madrid) : Herencia ( CRP-1414 )
- 160 : Llanos del Caudillo ( CRP-1513 )
- Aire de service Comedor de la Mancha (dans les deux sens)
- 167 :  Aire de service
- 170  Échangeur autoroutier entre A-4 et A-43 : Ciudad Real ou Tomelloso - Valence A-3
- 172 : Manzanares-nord - ( N-430 )
- 173/174 : Manzanres-ouest - Ciudad Real ( N-430 )
- 176 : Manzanares-sud - Almagro
- 178/179 :  Aire de service de Membrilla (dans les deux sens)
- 181 : Membrilla ( CRP-6032 )
- 184 :  Aire de service de Consolación (sens Madrid-Séville), Consolación
- 186 : Consolación ( CRP-5214 )
- 191  Aire de service
- 194  Aire de service
- 197/199 : Valdepeñas-nord
- 200 : Valdepeñas-centre - Ciudad Real - Alcarez ( CM-412 )
- 202 et  205
- 208 : Valdepeñas ( CM-3157 )
- 210  Aire de service
- Aire de service Santa Cruz de Mudela-nord (dans les deux sens)
- 214 : Santa Cruz de Mudela, Torrenueva ( CR-613 ) - Moral de Calatrava ( CRP-5222 ) - Calzada de Calatrava ( CM-4122 )
- 216 (depuis et vers Séville) : Santa Cruz de Mudela ( CR-613 ) - Moral de Calatrava ( CRP-5222 ) - Calzada de Calatrava ( CM-4122 )
- 216/217 :  Aire de service Santa Cruz de Mudela (dans les deux sens)
- 220 : Las Virtudes ( CR-6102 )
- 223 : Bazan
- 227 : Peñalajo
- 231/232 : Almuradiel - Castellar de Santiago - Viso del Marqués ( CM-4111 ),  Aire de service de Almuradiel (dans les deux sens)
- 238
- 241 : Gare de Venta de Cardeñas
- 243 : Venta de Cardeñas ( N-IV ) - Parc naturel de Despeñaperros
- Passage de la Castille-La Manche à l'Andalousie
- Traversée du défilé de Despeñaperros :  Tunnels de El Corzo (145 et 420 m),  Despeñaperros (1 925 m) et La Cantera (280 m)
- 250 : Aldeaquemada ( A-6200 ) - Parc naturel de Despeñaperros ( N-IVa )
- 257 : Santa Elena ( N-IVa ), Miranda del Rey ( JV-5021 )
- 258/259 : Santa Elena,  Aire de service
- 262 :  Aire de service
- 264/265/266 : Navas de Tolosa
- 266 (depuis Madrid) : La Carolina-nord - Vilches ( A-301 )
- 268 (depuis les deux sens et vers Madrid) : La Carolina-centre
- 270 (depuis les deux sens et vers Séville) : El Centenillo - La Carolina-sud
- 274/275 : Carboneros - Acebuchar - La Mesa,  Aire de service
- 280 : Aldea de los Rios - El Atico,  Aire de service
- 283 : Garroman
- 285/286 :  Aire de service Garroman-sud (sens Madrid-Séville)
- 288 : Baños de la Encina, Linares ( A-6100 )
- 292  Échangeur autoroutier entre A-4, A-44 (Jaén, Grenade, Almeria et Albacete (A-32)) et  N-323  (Bailén-nord) +  Aire de service Bailén-nord (sens Séville-Madrid)
- 299 : Bailén ( N-322 ) - El Burguillo
- 301/303/304 : Zocueca ( JV-3151 ),  Aire de service La Esperansa Cubana (dans les deux sens)
- 310 : Villanueva de la Reina, Mengibar ( A-6075 )
- 312 : La Quinteria
- 316/317 : Los Villares de Andujar - La Parrilla,  Aire de service de Los Villares (sens Séville-Madrid)
- 318/319
- 319/321 : Andujar-est - Sierra de Andújar
- 323 : Andujar-centre - Arjona - Jaén ( A-311 )
- Pont sur le Guadalquivir
- 324/325 : Andujar-ouest, zones d'activités
- 326 : Llanos del Sotillo
- 329 : Marmolejo ( A-420)
- 335 : Marmolejo-sud - Arjonilla,  Aire de service
- 339 : San Julian,  Aire de service
- 346 : Lopera - Porcuna,  Aire de service de Lopera (sens Séville-Madrid)
- 348 : Villa del Rio
- Double franchissement du Guadalquivir
- 350 : Villa del Rio - La Vega
- 356 : Huertos Familiares de San Fernando
- 358/359 : Montoro - Buralence - Ciudad Real, Parc Naturel de Sierra de Cardeña Montoro ( N-420 )
- 359 (sens Madrid-Séville) : Montoro
- 361
- 364 : Algallarin, Adamuz ( CO-3201 )
- 367/370 : Pedro Abad - Adamuz - Alcurrucen
- Double franchissement du Guadalquivir
- 374 : El Carpio
- 377 : Villafranca De Cordoba - Adamuz ( A-421) - El Carpio - Jaén ( A-306)
- 383 : Alcolea ( N-IV )
- 385 :  Aire de service
- 391
- Aire de service
- Pont sur le Gadalquivir
- 396
- 398/399 : Cordoue-nord - Badajoz ( N-432   CO-32 ) - Alcolea ( N-IV )
- 399/400 : zones d'activités
- 401 : Cordoue-centre
- Pont sur le Guadalquivir
- 403/406 : Cordoue-sud et ouest - Grenade ( N-432 )
- 408/409  Échangeur autoroutier entre A-4, A-45 (Malaga, de et vers Madrid) et  CO-32  (Aéroport de Cordoue)
- Section à virages limité à 80/90 km/h entre  409B et  418
- 409B (depuis les deux sens et vers Séville) : Puente Viejo
- 412 :  Aire de service de Los Alamos de Cordoue (dans les deux sens)
- 414
- 418 : Antequera - Malaga ( N-331 ),  Aire de service Cordoue-sud (sens Séville-Madrid)
- Section très pentue jusqu'à  434 limité à 100 km/h
- 420 : Guadalcázar ( CO-3304 )
- 424 : Aldea Quitana - La Victoria
- 430 : El Arrecife - El Rinconcillo,  Aire de service
- 432 : La Carlota - Posadas ( A-445 )
- 434 : La Carlota ( N-IV )
- 437 : Los Algarbes
- 441 : La Rambla ( A-386 ) - Montilla ( N-331 ),  Aire de service El Empalme (dans les deux sens)
- 443/444 : Cerro Perea
- 445
- 450 : Écija-est - Palma del Río ( A-453 )
- Pont sur le Genil
- 455 : Écija-sud - El Rubio - Estepa, Puente Genil ( A-388 ) - Osuna ( A-351 )
- 457 : Écija-ouest - Marchena - Arahal - Utrera - Jerez de la Frontera ( A-364 )
- 459 : zone d'activité
- 461 : Villanueva del Rey,  Aire de service Villanueva del Rey (sens Madrid-Séville)
- 464 :  Aire de service La Luisiana-est (dans les deux sens)
- 468 et  471 (deux échangeurs complets) : La Luisiana - El Campillo - Cañada Rosal
- 475 et  480
- 482 : La Campana ( A-456 ) - Fuentes de Andalucia ( A-407 ),  Aire de service La Campana (dans les deux sens)
- 484
- 487 :  Aire de service Fuentes de Andalucia (sens Séville-Madrid)
- 491 et  494
- 496/497 : La Campana ( SE-6103 ),  Aire de service Carmona-est (sens Séville-Madrid)
- 500
- 504 : Carmona - Marchena ( A-380 )
- 506 : Carmona - Lora del Río ( A-457 )
- 508 : Carmona - Brenes ( A-462 )
- 511 : Carmona - El Viso del Alcor ( A-398 )
- 514 : El Viso del Alcor, Tocina ( SE-3201 )
- 516 : Las Monjas - Montallana
- 518 : Los Nietos - El Chaparral,  Aire de service Los Nietos (sens Madrid-Séville)
- 521 : Mairena del Alcor ( A-8025 ) - Brenes ( SE-3105 )
- 523 : El Socorro - Pina Grande - Torrepalma
- 524 (de et vers Séville) : Torrepalma
- 526 : Tarazona +  Échangeur autoroutier entre A-4 et SE-40 (Grenade ( A-92 ), Cadix (A-4), Utrera ( A-376 ) et Huelva (A-49))
- 528 : Parc Technologique et Aéronautique d'Andalousie
- 530 (sens Madrid-Séville) : Zones Industrielles +  530  Aire de service Voie de service (sens Séville-Madrid)
- 532/533 : Aéroport de Séville
- 535 (de et vers Madrid) : Séville Nord, La Rinconada, Cartuja, Stade olympique de Séville ( SE-20 ) - Mérida (A-66)
- 535/536 : Brenes ( A-8002 ), Séville-est, palais du Congrès,  Aire de service Séville-est (dans les deux sens)
- 537  Échangeur autoroutier entre SE-30 (périphérique de Séville), A-4 et Séville-avenida de Kansas City; fin du tronçon de l'A-4 entre Madrid et Séville

### DeSévilleà Cadix via l'AP-4
- 545  Échangeur autoroutier entre SE-30 (Périphérique de Séville) et A-4
- 549 : Zone Industrielle La Isla
- 550   Échangeur autoroutier entre A-4 et SE-40 : Grenade ( A-92 ), Cordoue (A-4), Utrera ( A-376 ) et Huelva (A-49)
- 553 : Isla Menor, Dos Hermanas ( SE-3205 )
- 558 (A-4) ou 13 (AP-4)  Échangeur autoroutier entre A-4 et  A-480  (de et vers Séville) : Dos Hermanas-sud, Cadix ( A-480 ) +  l'A-4 devient l'AP-4
- 15 (de et vers Cadix) : Dos Hermanas ( N-IV / CA-31 )
- Aire de service La Florida (sens Séville-Cadix)
- 23/24 : Los Palacios y Villafranca, Utrera ( A-362 )
- Aire de service Cerro del Fantasma (sens Cadix-Séville)
- 44 : Sanlúcar de Barrameda, Lebrija, Las Cabezas de San Juan ( A-471 ) +  Péage de Las Cabezas (supprimé en 2020)
- 53 (depuis Séville) :  N-IV / A-480
- Aire de service El Cuadrejon (dans les deux sens)
- 78/79 : Jerez de la Frontera-nord ( N-349 )
- 78/80  Échangeur autoroutier entre AP-4 et  A-382  : Arcos de la Frontera, Antequera
- 84/85  Échangeur autoroutier entre AP-4 et  A-381  : Jerez de la Frontera-sud, Los Barrios - Algésiras (A-7)
- 101 : Puerto Real - Paterna ( A-408 ) - El Puerto de Santa María, San Fernando (A-4) - Algésiras (A-48)
- 105  Échangeur autoroutier entre AP-4/ CA-35  et  CA-36  : El Puerto de Santa María, Puerto Real, San Fernando, Jerez de la Frontera +  l'AP-4 devient la  CA-35
- Échangeur autoroutier entre  CA-35  et  CA-36 (de et vers Séville) : Cadix-sud
- 2/4 : Cadix-Rio San Pedro
- Pont de la Constitution de 1812 sur la Baie de Cadix
- Entrée dans Cadix, fin de la  CA-35

### De l'Aéroport de JerezàCadix(variante de l'A-4)
- Début de portion d'autoroute, la  N-IV  devient l'A-4.
- 628 : Aéroport de Jerez
- 631 : Jerez de la Frontera-est ( N-349 ) - Arcos de la Frontera ( A-382 ) - Antequera( A-384 )
- 633 : Jerez de la Frontera-Av. de Andalucia ( N-IVa )
- 635 : Jerez de la Frontera-nord - Mesas de Santa Rosa
- 637 : Jerez de la Frontera-Avenida Trebujena ( A-2000 )
- 639 : Jerez de la Frontera-Avenida Trebujena ( CA-3101 )
- 641  Échangeur entre A-4 et  A-480  : Jerez de la Frontera-Ouest - Chipiona
- 645  Échangeur entre A-4 et  N-IVa  : Jerez de la Frontera-Sud ( N-IVa )
- 646 : El Puerto de Santa María-Avenida de Europa ( CA-31 )
- 649 : El Puerto de Santa María-centre ( A-491 )
- 655  Échangeur entre A-4 et CA-32 : El Puerto de Santa María-Sud, Puerto Real ( CA-32 ) - Cadix (AP-4)
- 658 : Puerto Real, Paterna ( A-408 ) - Jerez de la Frontera, Séville AP-4
- 660 : Puerto Real
- 664 : Barrio Jarana
- 666 (depuis Cadix)
- Échangeur autoroutier entre CA-33 (Cadix, San Fernando)/A-48 (Tarifa, Algésiras, Détroit de Gibraltar) et A-4; fin de l'A-4